# Morristown (Minnesota)
Morristown è una città degli Stati Uniti d'America, situata in Minnesota, nella contea di Rice.